# جنبش مارس
جنبش مارس (به آلمانی: März Aktion) که با عنوان نبرد مارس در مرکز آلمان نیز شناخته می‌شود، یک قیام کمونیستی شکست خورده در سال ۱۹۲۱ میلادی در آلمان بود که توسط حزب کمونیست آلمان و حزب کارگران کمونیست آلمان و سایر جنبش‌های چپ رادیکال در مناطق صنعتی هاله، لوینا، مرزبورگ و مانزفیلد به پا شد.
این شوروش با شکست کمونیست‌ها و تضعیف نفوذشان در آلمان به پایان رسید.